# Das Meer in mir
Das Meer in mir (Originaltitel: Mar adentro) ist ein mehrfach preisgekrönter Film von Alejandro Amenábar, basierend auf einer wahren Geschichte. Der Film erzählt die Geschichte des galicischen Seemannes Ramón Sampedro (1943–1998), der 1968 im Alter von 25 Jahren einen Badeunfall erlitt.

## Handlung
Nach einem Sprung ins flache Wasser bricht sich Ramón Sampedro beim Aufprall auf dem Sandboden das Genick. Kurz vor dem Ertrinken wird er aus dem Wasser gerettet, ist aber von nun an vom Hals abwärts vollständig gelähmt. Da er sein Dasein seitdem als nicht mehr lebenswert, als unwürdig ansieht, ist es sein sehnlichster Wunsch, „in Würde“ zu sterben.
In seinem Umfeld stößt der Todeswunsch jedoch auf Unverständnis und Ablehnung. Seine ihn pflegende Schwägerin Manuela scheint hin- und hergerissen, sein Bruder José lehnt Sterbehilfe von vornherein kategorisch ab. Mit seinem Vater spricht Ramón nicht über seinen Wunsch und sein Neffe Javier, Javi genannt, scheint die Situation so gut es geht zu ertragen. Auch die staatlichen Behörden Spaniens und die Kirche verweigern Ramón die Legalisierung der aktiven Sterbehilfe.
Lediglich die an der erblich bedingten Erkrankung CADASIL leidende Anwältin Julia sowie die Vereinigung „Würdevoll sterben“, der Rámon beigetreten ist, wollen sich aktiv für sein Anliegen einsetzen. Obwohl Ramón der Ansicht ist, er wäre nicht in der Lage, jemanden zu lieben, scheint er mit der Zeit tiefe Gefühle für die verheiratete Julia zu entwickeln.
Mit der Fabrikarbeiterin Rosa tritt eine weitere Person in Ramóns Leben, die ihm helfen möchte. Rosa ist eine junge, alleinerziehende Mutter, die – trotz ihrer Probleme – Lebensfreude versprüht und der Ansicht ist, dass es dem Tetraplegiker Ramón ausschließlich an dieser fehlt. Ihr Versuch, ihn bei ihrer ersten Begegnung davon zu überzeugen, dass das Leben trotz seiner Behinderung lebenswert sei, scheitert kläglich und endet im Streit. Trotzdem lässt Rosa nicht locker und freundet sich im Laufe der Zeit immer enger mit Ramón an. Sie lernt ihn zu verstehen und verliebt sich in ihn. Dennoch reagiert sie schockiert, als Ramón sie darum bittet, ihm aktive Sterbehilfe zu leisten, und verweigert ihm diese.
Julia hingegen erleidet einen Schlaganfall und fasst daraufhin den Entschluss, ebenfalls ihrem Leben ein Ende zu setzen, anstatt ihrem Schicksal unentrinnbar ausgeliefert zu sein. Nachdem sie Ramóns mit dem Mund geschriebene Gedichte gelesen hat, beschließt sie, diese zu publizieren. Nach einem Kuss teilen sie fortan auch einen gemeinsamen Todeswunsch. Mit dem Versprechen, ihn und sich selbst am Tag der Erstveröffentlichung seines Buches umzubringen, gibt sie Ramón erneut Hoffnung. Ramóns Buch erscheint, doch Julia hält sich nicht an ihre Vereinbarung. Mit der Post wird ihm lediglich das erste Exemplar seines Buches zugesandt. Julia kommt nicht wieder.
Einen in La Coruña stattfindenden Gerichtsprozess, bei dem es darum geht, ob aktive Sterbehilfe legalisiert werden solle, verliert Ramón. Obwohl der am liebsten in seinem Zimmer verweilende Querschnittsgelähmte extra dafür angereist ist, wird er nicht einmal angehört. Sterbehilfe bleibt weiterhin ein Tabu. Da er den Kampf gegen die Behörden leid ist, gibt es für ihn nur noch eine Lösung: assistierter Suizid im Verborgenen und derart, dass niemand dafür belangt werden kann.
Schließlich ist es doch Rosa, die seinen sehnlichsten Wunsch erfüllt und ihm – gemeinsam mit verschiedenen Freunden Ramóns – eine tödliche Dosis Zyankali bereitstellt. Seinen Suizid hält er jedoch mit einer Kamera fest und erklärt seinen Gegnern, dass es für ihn keine andere Möglichkeit gab, als diesen Weg zu gehen, und dass sie – aufgrund der an sich im einzelnen legalen Tätigkeiten verschiedener Freunde – niemanden für die aktive Sterbehilfe anklagen können. Ramón trinkt und stirbt kurz darauf.
Die letzte Szene des Films zeigt Gené, eine langjährige Freundin von Ramón und gleichzeitig die Leiterin der Vereinigung „Würdevoll sterben“, die die mittlerweile im Rollstuhl sitzende Julia besucht. Sie überreicht der bereits erste Anzeichen von Demenz zeigenden Anwältin einen Abschiedsbrief von Ramón, doch diese kann sich bereits nicht mehr an ihn erinnern.
Die beiden Frauen blicken auf das Meer hinaus und man hört Ramóns Stimme, welche (in der deutschen Filmversion) folgende Worte aus einem seiner Gedichte spricht:

Ins Meer hinein, ins Meer,

in seine schwerelose Tiefe,

wo die Träume sich erfüllen,

und Zwei in einem Willen sich vereinen,

um zu stillen eine große Sehnsucht.

Ein Kuss entflammt das Leben

mit einem Blitz und einem Donner,

und sich verwandelnd

ist mein Körper nicht mehr Körper,

als Dräng ich vor zum Mittelpunkt

des Universums.

Die kindlichste Umarmung

und der reinste aller Küsse,

bis wir beide nicht mehr sind

als nur noch eine große Sehnsucht.

Dein Blick und mein Blick

wortlos hin und her geworfen,

wie ein Echo wiederholend: tiefer, tiefer,

bis weit jenseits allen Seins,

aus Fleisch und Blut und Knochen.

Doch immer wach ich auf

und immer wär ich lieber tot,

um endlos mich mit meinem Mund

in deinen Haaren zu verfangen.

– Ramón Sampedro –

## Hintergrund
Die Geschichte Sampedros erfuhr in Spanien eine große Medienpräsenz und brachte eine Diskussion um die Legalisierung der Sterbehilfe in der Öffentlichkeit hervor. 1993 verlor Sampedro einen Prozess, bei dem er als Befürworter der Sterbehilfe auftrat. Am 12. Januar 1998 nahm er sich mit Hilfe der Fabrikarbeiterin, die in Wirklichkeit Ramona Maneiro heißt, das Leben. Dabei befolgte sie die Anweisungen Sampedros und löste Zyankali in einem Glas Wasser auf. Ramón Sampedros Todeskampf dauerte über 20 Minuten, Ramona Maneiro konnte dies nicht mit ansehen und flüchtete ins Bad. Maneiro gestand ihre Tat jedoch erst mit Ablauf der Verjährungsfrist, am 12. Januar 2005. Bis dahin waren die näheren Umstände seines Todes nicht genau geklärt.
Sampedro schrieb von seinem Krankenbett aus viele Gedichte. Sie wurden kurz vor seinem Tod unter dem Titel Cartas desde el Infierno (Briefe aus der Hölle) publiziert.

## Kritiken
„Die Lebensgeschichte von Ramón Sampedro, der, durch einen Unfall vollständig gelähmt, jahrelang juristisch für das Recht kämpft, seinem Leben ein Ende setzen zu dürfen, was er schließlich mit Hilfe seiner Freundin auch tat. Ein Versuch, sich auf differenzierende Weise dem Thema der aktiven Sterbehilfe zu stellen.“

„Eines der bewegendsten Kinoerlebnisse der Saison.“

„Bewegend, ohne kitschig zu sein.“

## Auszeichnungen
Der Film blieb der breiten Öffentlichkeit weitgehend unbekannt und war im deutschsprachigen Raum fast ausschließlich in Programmkinos zu finden. Das Meer in mir gewann Preise auf nationalen und internationalen Filmfestspielen:
- Oscar für den besten fremdsprachigen Film (2005)
- Golden Globe für den besten fremdsprachigen Film (2004)
- 14 Goyas bei der Verleihung 2004. Der Film gewann den Preis in über der Hälfte aller Kategorien.
  - Bester Film
  - Bester Regisseur (Alejandro Amenábar)
  - Beste weibliche Hauptrolle (Lola Dueñas)
  - Beste männliche Hauptrolle (Javier Bardem)
  - Beste Kamera (Javier Aguirresarobe)
  - Bestes Makeup und Frisuren (Jo Allen, Ana López-Puigcerver, Mara Collazo, Manolo García)
  - Bester neuer Darsteller (Tamar Novas)
  - Bester neue Darstellerin (Belén Rueda)
  - Bestes Originaldrehbuch (Alejandro Amenábar)
  - Beste Produktionsüberwachung (Emiliano Otegui)
  - Bester Ton (Juan Ferro, Alfonso Raposo, María Steinberg, Ricardo Steinberg)
  - Bester Nebendarsteller (Celso Bugallo)
  - Beste Nebendarstellerin (Mabel Rivera)
  - Nominierung: Bestes Production Design (Benjamín Fernández)
- Critics Choice Award für den besten fremdsprachigen Film (2004)
- Independent Spirit Award für den besten fremdsprachigen Film (2004)
- Silberner Löwe bei den Internationalen Filmfestspielen von Venedig 2004
- Coppa Volpi für Javier Bardem als besten Darsteller bei den Filmfestspielen in Venedig (2004)
- Europäischer Filmpreis für Alejandro Amenábar als besten Regisseur (2004)
- Europäischer Filmpreis für Javier Bardem als bester Darsteller (2004)